# Campionati europei di nuoto 2010 - 200 metri dorso femminili
Le qualifiche per la semifinale si sono svolte la mattina del 9 agosto 2010, mentre la semifinale si è svolta la sera dello stesso giorno. La finale, invece, si è svolta la sera del 10 agosto 2010.

## Medaglie
| Posizione | Atleta               | Paese       |
| --------- | -------------------- | ----------- |
| Oro       | Elizabeth Simmonds   | Regno Unito |
| Argento   | Gemma Spofforth      | Regno Unito |
| Bronzo    | Duane Da Rocha Marce | Spagna      |

## Record
Prima della manifestazione il record del mondo (RM), il record europeo (EU) e il record dei campionati (RC) erano i seguenti.
| Record mondiale       | 2'04"81 | Kirsty Coventry Zimbabwe     | 1º agosto 2009 Roma, Italia  |
| Record europeo        | 2'04"94 | Anastasia Zueva Russia       | 1º agosto 2009 Roma, Italia  |
| Record dei campionati | 2'06"62 | Krisztina Egerszegi Ungheria | 22 agosto 1991 Atene, Grecia |

Durante la competizione non sono stati migliorati record.

## Risultati batterie
| Pos. | Atleta               | Nazionalità | Tempo   | Batteria | Corsia | Note |
| ---- | -------------------- | ----------- | ------- | -------- | ------ | ---- |
| 1    | Gemma Spofforth      | Regno Unito | 2:10.00 | 3        | 4      |      |
| 2    | Elizabeth Simmonds   | Regno Unito | 2:10.91 | 5        | 4      |      |
| 3    | Alicja Tchórz        | Polonia     | 2:11.57 | 3        | 3      |      |
| 4    | Duane Da Rocha Marce | Spagna      | 2:11.79 | 5        | 5      |      |
| 5    | Jenny Mensing        | Germania    | 2:11.89 | 4        | 4      |      |
| 6    | Sharon Rouwendaal    | Paesi Bassi | 2:12.54 | 3        | 6      |      |
| 7    | Cloe Credeville      | Francia     | 2:13.13 | 3        | 5      |      |
| 8    | Melanie Nocher       | Irlanda     | 2:13.30 | 5        | 3      |      |
| 9    | Simona Baumrtova     | Rep. Ceca   | 2:13.75 | 4        | 2      |      |
| 10   | Lydia Morant Varo    | Spagna      | 2:13.78 | 5        | 2      |      |
| 11   | Pernille Larsen      | Danimarca   | 2:14.11 | 5        | 8      |      |
| 12   | Alexandra Putra      | Francia     | 2:14.16 | 4        | 5      |      |
| 13   | Maria Gromova        | Russia      | 2:14.30 | 5        | 7      |      |
| 14   | Henriette Stenkvist  | Svezia      | 2:14.56 | 4        | 6      |      |
| 15   | Ekaterina Avramova   | Bulgaria    | 2:14.63 | 3        | 1      |      |
| 16   | Dorina Szekeres      | Ungheria    | 2:14.70 | 5        | 1      |      |
| 17   | Alessia Filippi      | Italia      | 2:14.84 | 4        | 3      |      |
| 18   | Anja Carman          | Slovenia    | 2:15.87 | 4        | 7      |      |
| 19   | Lenka Jarosova       | Rep. Ceca   | 2:16.09 | 4        | 8      |      |
| 20   | Martina Van Berkel   | Svizzera    | 2:16.66 | 2        | 4      |      |
| 21   | Kseniya Grygorenko   | Ucraina     | 2:16.67 | 3        | 7      |      |
| 22   | Jasmijn Verhaegen    | Belgio      | 2:17.05 | 3        | 8      |      |
| 23   | Elena Gemo           | Italia      | 2:17.06 | 5        | 6      |      |
| 24   | Eszter Povazsai      | Ungheria    | 2:17.19 | 2        | 8      |      |
| 25   | Karolina Urbanska    | Polonia     | 2:17.20 | 4        | 1      |      |
| 26   | Reka Nagy            | Ungheria    | 2:17.65 | 2        | 7      |      |
| 27   | Anna Volchkov        | Israele     | 2:17.80 | 2        | 2      |      |
| 28   | Alzbeta Rehorkova    | Rep. Ceca   | 2:19.15 | 1        | 4      |      |
| 28   | Klaudia Nazieblo     | Polonia     | 2:19.15 | 3        | 2      |      |
| 30   | Anna Tkachova        | Ucraina     | 2:19.24 | 1        | 3      |      |
| 31   | Aleksandra Kovaleva  | Bielorussia | 2:20.15 | 2        | 3      |      |
| 32   | Nazliege Calisal     | Turchia     | 2:21.03 | 2        | 6      |      |
| 33   | Kaetlin Sepp         | Estonia     | 2:21.90 | 2        | 5      |      |
| 34   | Marta Vieira Marinho | Portogallo  | 2:22.27 | 2        | 1      |      |
| 35   | Anita Molnar         | Ungheria    | 2:23.70 | 1        | 5      |      |
| 36   | Anni Alitalo         | Finlandia   | 2:25.23 | 1        | 6      |      |

## Semifinale
| Pos. | Atleta               | Nazionalità | Batteria | Corsia | Tempo   | Note |
| ---- | -------------------- | ----------- | -------- | ------ | ------- | ---- |
| 1    | Duane Da Rocha Marce | Spagna      | 1        | 5      | 2:10.56 |      |
| 2    | Elizabeth Simmonds   | Regno Unito | 1        | 4      | 2:10.71 |      |
| 3    | Gemma Spofforth      | Regno Unito | 2        | 4      | 2:11.25 |      |
| 4    | Alicja Tchórz        | Polonia     | 2        | 5      | 2:11.68 |      |
| 5    | Jenny Mensing        | Germania    | 2        | 3      | 2:12.23 |      |
| 6    | Sharon Rouwendaal    | Paesi Bassi | 1        | 3      | 2:12.37 |      |
| 6    | Simona Baumrtova     | Rep. Ceca   | 2        | 2      | 2:12.37 |      |
| 8    | Alexandra Putra      | Francia     | 1        | 7      | 2:12.82 |      |
| 9    | Ekaterina Avramova   | Bulgaria    | 2        | 8      | 2:12.92 |      |
| 10   | Cloe Credeville      | Francia     | 2        | 6      | 2:13.05 |      |
| 11   | Lydia Morant Varo    | Spagna      | 1        | 2      | 2:13.11 |      |
| 12   | Henriette Stenkvist  | Svezia      | 1        | 1      | 2:13.17 |      |
| 13   | Melanie Nocher       | Irlanda     | 1        | 6      | 2:13.32 |      |
| 14   | Pernille Larsen      | Danimarca   | 2        | 7      | 2:14.06 |      |
| 15   | Dorina Szekeres      | Ungheria    | 1        | 8      | 2:14.11 |      |
| 16   | Maria Gromova        | Russia      | 2        | 1      | 2:14.19 |      |

## Finale
| Pos. | Atleta               | Nazionalità | Corsia | Tempo   | Note |
| ---- | -------------------- | ----------- | ------ | ------- | ---- |
|      | Elizabeth Simmonds   | Regno Unito | 5      | 2:07.04 |      |
|      | Gemma Spofforth      | Regno Unito | 3      | 2:08.25 |      |
|      | Duane Da Rocha Marce | Spagna      | 4      | 2:10.46 |      |
| 4    | Jenny Mensing        | Germania    | 2      | 2:11.50 |      |
| 5    | Sharon Rouwendaal    | Paesi Bassi | 7      | 2:11.56 |      |
| 6    | Alicja Tchórz        | Polonia     | 6      | 2:11.67 |      |
| 7    | Simona Baumrtova     | Rep. Ceca   | 1      | 2:12.42 |      |
| 8    | Alexandra Putra      | Francia     | 8      | 2:14.01 |      |